# Romy Strassenburg
Romy Strassenburg, née en 1983 en Allemagne, est journaliste, autrice, présentatrice et reporter. Elle vit et travaille à Paris depuis 2008.
Ses travaux concernent la société, la culture, la politique en France et plus largement en Europe. Elle est, avec Bianca Hauda, à la tête de l'émission culturelle Twist sur Arte.

## Biographie
Romy Strassenburg est née en 1983 en République Démocratique Allemande. Elle s'installe en France lorsqu'elle a 24 ans, fait un stage à L'Est Républicain et vit et travaille à Paris depuis 2008.
La même année, elle remporte le prix franco-allemand de journalisme avec Génération 80, un projet en ligne. En 2014, six ans plus tard, elle fait partie des nominations pour le Prix Franco-Allemand du Journalisme dans la catégorie Ecrit pour Lost in France, (The European) et dans la catégorie Vidéo pour Preiskampf - Was ist unser Essen wert?, (Arte) avec Klaus Balzer. En 2016, elle est nommée pour le prix Adolf-Grimme.
Romy Strassenburg a notamment travaillé pour Charlie Hebdo en tant que rédactrice en chef de l'édition allemande et enseigne à l'IPJ, l'Institut pratique de journalisme, à Paris.
Elle écrit pour des journaux allemands comme Der Freitag ou encore Tagesspiegel, et travaille également dans la production documentaire, à travers les émissions culturelles culture@HOME, lancée pendant la période de confinement en 2020, et Twist, qui est la continuité de culture@HOME, sur Arte.
Twist est une émission culturelle hebdomadaire diffusée les dimanches sur Arte, qui parle culture et société à travers l'Europe. Romy Strassenburg et Bianca Hauda parcourent les villes européennes pour aller à la rencontre des acteurs culturels européens en lien avec les sujets sélectionnés, comme par exemple L'intelligence artificielle, Les jeunes privés d'avenir ?, Ne nous oubliez pas ! Les artistes d'Afghanistan.
En 2019, elle publie son premier livre en allemand, Adieu Liberté: Wie mein Frankreich verschwand. Dans ce premier roman autobiographique, elle pointe les changements sociaux et leurs impacts sur la vie des populations françaises et allemandes de sa génération,.

## Publications
- Adieu liberté: Wie mein Frankreich verschwand, Ullstein fünf, 2019, 238 p. (ISBN 978-3961010356)

## Réalisations
- Série culture@HOME sur Arte
- Série Twist sur Arte

## Prix et distinctions
- Prix franco-allemand de journalisme, 2008